# Leucophyllum virescens
Leucophyllum virescens är en flenörtsväxtart som beskrevs av Ivan Murray Johnston. Leucophyllum virescens ingår i släktet Leucophyllum och familjen flenörtsväxter. Inga underarter finns listade i Catalogue of Life.